# Палцем
Палцем (њем. Palzem) општина је у њемачкој савезној држави Рајна-Палатинат. Једно је од 103 општинска средишта округа Трир-Сарбург. Према процјени из 2010. у општини је живјело 1.408 становника. Посједује регионалну шифру (AGS) 7235104.

## Географски и демографски подаци
Палцем се налази у савезној држави Рајна-Палатинат у округу Трир-Сарбург. Општина се налази на надморској висини од 165 метара. Површина општине износи 21,3 km². У самом мјесту је, према процјени из 2010. године, живјело 1.408 становника. Просјечна густина становништва износи 66 становника/km².

## Међународна сарадња
| Мјесто | Држава    | Врста сарадње | Од    |
| ------ | --------- | ------------- | ----- |
|        | Француска | партнерство   | 1978. |
|        | Француска | партнерство   | 1974. |
| Извор  |           |               |       |